# Teorema di Birkhoff (elettromagnetismo)
In fisica, nel contesto dell'elettromagnetismo, il teorema di Birkhoff riguarda soluzioni statiche a simmetria sferica delle equazioni del campo di Maxwell dell'elettromagnetismo. 
Il teorema è merito di George D. Birkhoff.  Esso afferma che ogni soluzione a simmetria sferica di una sorgente libera delle equazioni di Maxwell è necessariamente statica. Pappas (1984) diede due dimostrazioni di questo teorema. 